# Spiradiclis baishaiensis
Spiradiclis baishaiensis är en måreväxtart som beskrevs av Xiu Xiang Chen och W.L.Sha. Spiradiclis baishaiensis ingår i släktet Spiradiclis och familjen måreväxter. Inga underarter finns listade i Catalogue of Life.